# Залавас
Залавас (лит. Zalavas, біл. Зулаў, пол. Zułów) — село в Литві, в Пабрадському старостві Швенчьонського району, що входить до Вільнюського повіту, на річці Мяра, біля кордону з Білоруссю, неподалік від міста Швянченіс. За переписом населення 2011 року, в селі налічувалося 140 жителів.

## Населення

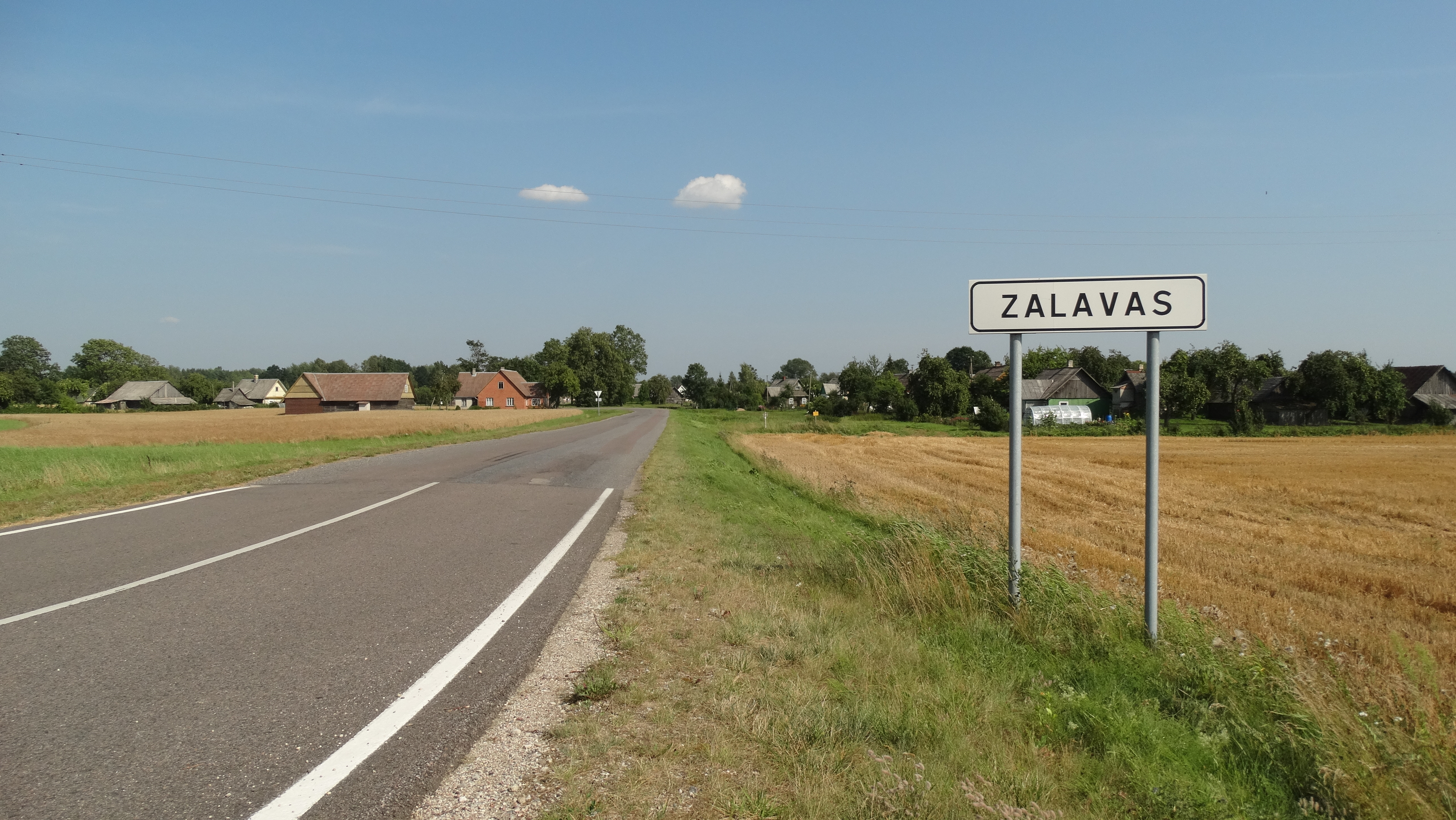
В’їзд у село

| Динаміка населення з 1886 по 2011 |      |          |          |          |
| 1886                              | 1905 | 1931     | 1959пер. | 1970пер. |
| 165                               | 262  | 182      | 159      | 178      |
| 1979пер.                          | 1987 | 1989пер. | 2001пер. | 2011пер. |
| 217                               | 188  | 161      | 173      | 140      |
| Гістограма динаміки населення     |      |          |          |          |